# Naturwaldreservat Ruine Reichenbach
Zu dem Naturwaldreservat Ruine Reichenbach gehört ein Buchenwaldkomplex in dem Naturschutzgebiet Reichenbacher Kalkberge. Der zum Eigentum des Landes Hessen gehörende Staatswald im nordhessischen Werra-Meißner-Kreis besteht aus einem 30,8 Hektar großen prozessgeschützten Totalreservat, das aus der forstlichen Nutzung genommen wurde und sich selbst überlassen bleibt und einer Vergleichsfläche, die mit einer Größe von 28,6 Hektar weiter naturnah bewirtschaftet wird.

## Lage
Der Naturwald liegt nahezu vollständig in dem Naturschutzgebiet Reichenbacher Kalkberge, das mit Verordnung vom 10. Dezember 1996 der Oberen Naturschutzbehörde beim Regierungspräsidium in Kassel ausgewiesen wurde. Mit der Erklärung zum Naturschutzgebiet sollten die artenreichen Laubwaldgesellschaften im Bereich der Ruine Reichenbach, des Großen Rohrberges und des Kindelberges langfristig gesichert, die Kalkmagerrasen und Sumpfflächen geschützt sowie durch extensive Bewirtschaftung der angrenzenden landwirtschaftlich genutzten Flächen eine Pufferzone geschaffen werden. Das Schutzgebiet mit einer Größe von 150,25 Hektar hat die nationale Kennung 1636031 und den WDPA-Code 165129.
Im Rahmen der Umsetzung der Fauna-Flora-Habitat-Richtlinie wurde das Naturschutzgebiet mit benachbarten Flächen als gleichnamiges FFH-Gebiet im April 1999 der EU-Kommission für das länderübergreifende Netz besonderer Schutzgebiete „Natura 2000“ gemeldet. Die Schutzwürdigkeit begründeten die naturnahen Kalkbuchenwälder mit ihrem hohen Totholzanteil als Lebensraum vieler seltener Tier- und Pflanzenarten sowie das Vorkommen von Großem Mausohr und Bechsteinfledermaus. Diese Fledermäuse gehören zu den Arten von gemeinschaftlichem Interesse, für deren Erhaltung nach Anhang II der FFH-Richtlinie besondere Schutzgebiete ausgewiesen werden müssen. Neben dem Gebietsmanagement und dem damit verbundenen Monitoring forderte die EU eine förmliche Schutzerklärung, die im Januar 2008 mit der „Verordnung über Natura 2000-Gebiete in Hessen“ erfolgte.
Das FFH-Gebiet besitzt eine Größe von 383,16 Hektar, hat die Gebietsnummer 4824-301 und den WDPA-Code 555520181.
Die Flächen des Naturwaldes liegen im Geo-Naturpark Frau-Holle-Land und gehören administrativ zu den Gemarkungen von Hopfelde und Reichenbach der Stadt Hessisch Lichtenau im Werra-Meißner-Kreis. Nach der naturräumlichen Gliederung Deutschlands des Instituts für Landeskunde Bad Godesberg befindet sich das Waldgebiet in dem Grenzbereich zwischen dem Hessisch-Lichtenauer Becken (357.51) und dem Vockeroder Bergland (357.42). Nach Westen geht der Bereich in die Spangenberger Senke (357.50) über. Sie sind Untereinheiten des Fulda-Werra-Berglands (357) in der Haupteinheitengruppe des Osthessischen Berglands.

## Geschichte
Auf Empfehlung des Ausschusses für Landwirtschaft und Forsten hatte der Hessische Landtag am 20. September 1988 die Einrichtung von Naturwaldreservaten beschlossen, die der Erforschung sich selbst entwickelnder Waldlebensgemeinschaften dienen sollen. Das Untersuchungsprogramm wurde vom Landesbetrieb Hessen-Forst und der Nordwestdeutschen Forstlichen Versuchsanstalt in Abstimmung mit dem Hessischen Ministerium für Umwelt, Energie, Landwirtschaft und Verbraucherschutz und in Zusammenarbeit mit dem Forschungsinstitut Senckenberg umgesetzt. Die Wälder für das Naturwaldreservate-Programm wurden nicht nach dem Vorkommen besonders vieler seltener oder gefährdeter Pflanzen und Tiere ausgewählt, vielmehr sollten sie die für Hessen typischen Waldgesellschaften repräsentieren. Die inzwischen rund dreißig Reservate liegen über ganz Hessen verteilt und decken das vorhandene Spektrum an verschiedenen Höhenstufen, Böden, Gesteinen und regionalen Klimabedingungen des Landes ab.
In Hessen besteht, abweichend von anderen Bundesländern, ein Naturwaldreservat aus zwei Komplexen: einem Totalreservat und einer Vergleichsfläche. Beide Bereiche sollen aneinander grenzen oder in enger räumlicher Nähe zueinander liegen und so ähnlich wie möglich sein. Während in dem nach dem Forstrecht als „Bannwälder“ ausgewiesenen Totalreservat Eingriffe jeglicher Art, wie die Holznutzung, das Ernten von Saatgut der Waldbäume oder das Sammeln von Pilzen und Beeren, ausgeschlossen werden, wird die Vergleichsfläche weiter bewirtschaftet. Nur die Jagd bleibt im Totalreservat erlaubt, damit keine überhöhten Wildbestände entstehen können, die eine natürliche Verjüngung der Baumarten verhindern. Ziel ist, die natürlichen Abläufe ungestört zuzulassen, damit sich der ehemals durch menschliche Nutzung geprägte Wald wieder in Richtung eines Naturwaldes entwickeln kann.

## Naturwald

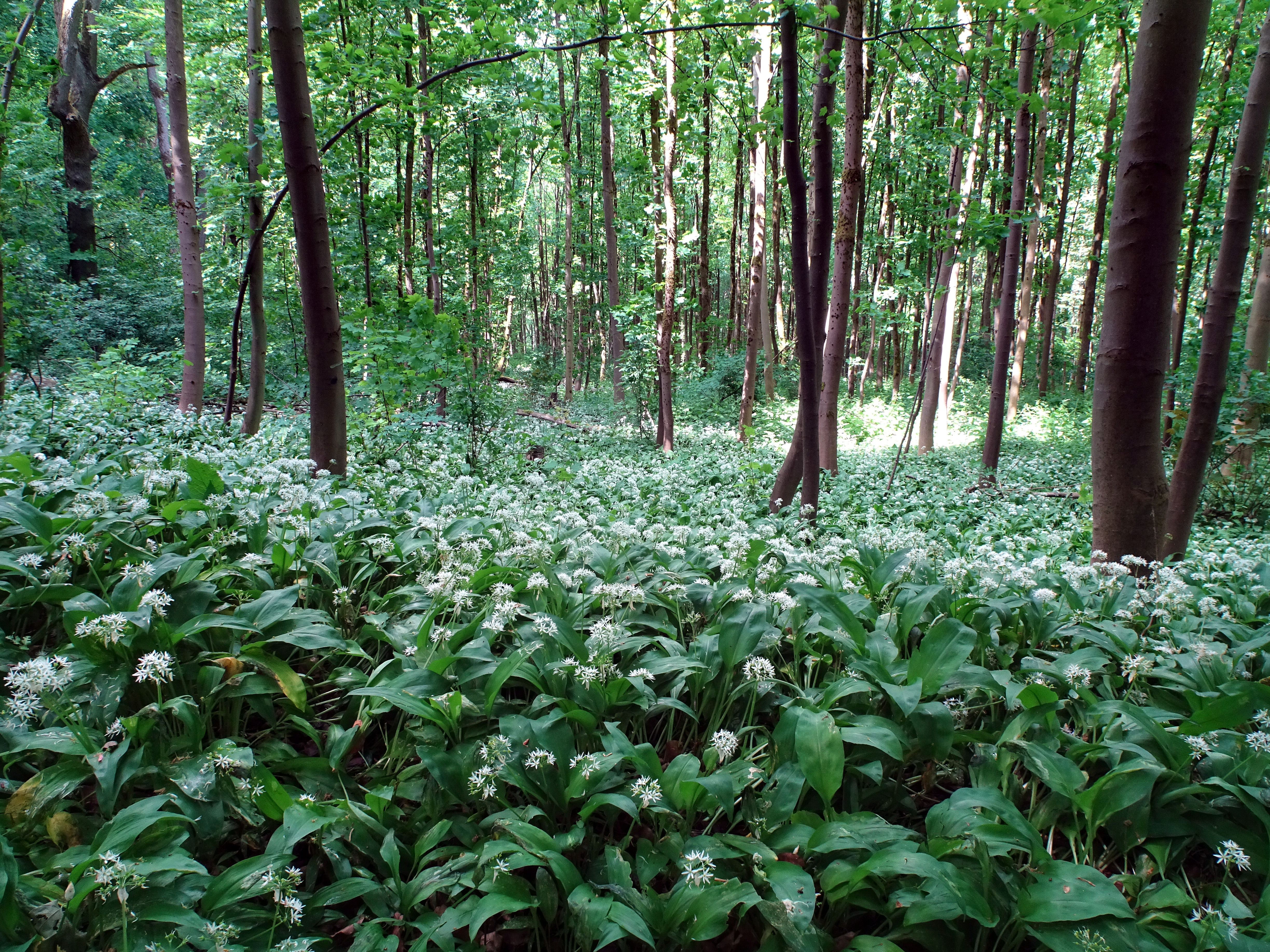
Blühender Bärlauch prägt die Krautschicht im Frühjahr.

Geologisch grenzt das Gebiet, das sich im Einflussbereich der großen europäischen Bruchzone befindet, im Westen an den Altmorschen-Lichtenauer-Graben und Graben im Norden an den Sontraer Graben. In diesen Grabenzonen haben sich Muschelkalk und Keuper erhalten. Auf den überwiegend nach Norden abfallenden Hängen des Naturwaldreservats herrscht Muschelkalk vor. Oberer Buntsandstein findet sich kleinflächig im südwestlichen Bereich und in einem nördlichen Abschnitt auch Unterer Keuper. Den größten Teil der Fläche nehmen Rendzinen, verbraunte Rendzinen, Braunerden aus Muschelkalk und kalkhaltige Pelosole aus Keuper ein, auf denen sich die Buchenwälder entwickelt haben.
Die Wälder bei der Ruine Reichenbach werden dem Lebensraumtyp des Waldgersten-Buchenwalds zugeordnet. In großen Teilen der Fläche dominieren Rotbuchen und Edellaubbäume, von denen am häufigsten Esche, Berg- und Spitz-Ahorn vorkommen. Als eine vegetationskundliche Besonderheit wird der Eschen-Ahorn-Schluchtwald auf dem sickerfeuchten blocküberlagerten Nordhang unterhalb der Burgruine angesehen. Auffällig, aus floristischer Sicht, sind der im Frühjahr flächendeckend wachsende Bärlauch und die im Bereich des Schluchtwaldes vorherrschende Mondviole. Zu den Frühjahrsgeophyten, die in großer Zahl vorkommen, gehören auch Frühlings-Platterbse, Buschwindröschen, Gelbes Windröschen, Gefleckter Aronstab und andere kalkliebende Pflanzen wie Wald-Bingelkraut und Männliches Knabenkraut.

## Besucherhinweis

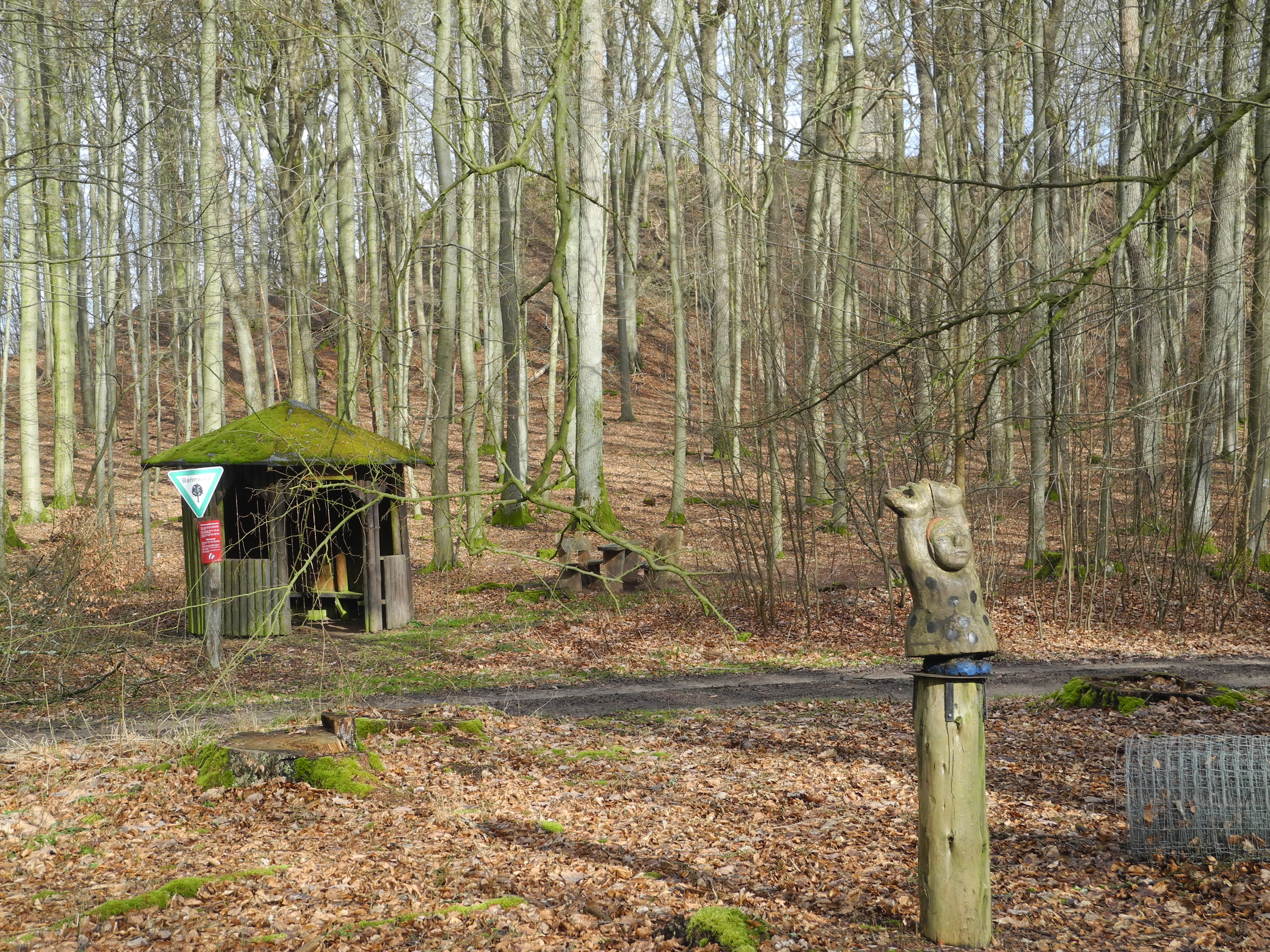
Rastplatz für Wanderer unterhalb der Burg mit dem Ars Natura-Werk „Besuch bei Frau H.“ des Künstlers Jürgen Raiber aus Mölbis bei Leipzig

Die Reichenbacher Kalkberge sind mit ihrem Wechsel zwischen Wald-, Feld- und Wiesenlandschaften ein beliebtes Wandergebiet und der zum Aussichtsturm ausgebaute Bergfried der Burg der Grafen von Reichenbach verleiht der Gegend einen besonderen Reiz, was aber im Blick auf den Prozessschutz des Naturwalds als problematisch gilt. Trotz der hohen Bedeutung des Reservats für Waldforschung und Naturschutz versuchen die Verantwortlichen Kompromisse zwischen dem Schutzziel und den Interessen der Erholungssuchenden zu finden.
Zur Ruine und vorbei an dem Naturwaldreservat führen:
- Der dreizehn Kilometer lange Premiumwanderweg P10 „Reichenbach“ des Geo-Naturparks Frau-Holle-Land, der wegen seiner Qualität mit dem Wandersiegel des Deutschen Wanderinstituts ausgezeichnet wurde.[12]
- Der „Barbarossaweg“ X8, der 326 km lang Korbach mit dem Kyffhäuser und den Städten, Klöstern und Burgen verbindet, die Kaiser Friedrich I., genannt Barbarossa, im Laufe seiner Regentschaft im 12. Jahrhundert aufgesucht hatte.
- Auf gleicher Wegstrecke wie der X8 verläuft der „Wanderweg der Deutschen Einheit“ mit einer Länge von rund 1.080 km, von der östlichsten deutschen Stadt Görlitz bis in die westlichste deutsche Stadt Aachen
- Der mehr als 80 km lange „GrimmSteig“, der in fünf Tagesetappen die Söhre und das Lossetal durchquert und über den Hohen Meißner und den Bilstein führt.[13] sowie der
- Kunstwanderweg der Stiftung „Ars Natura“, die mit dem Ziel „Erholung durch Wandern und künstlerisches Erlebnis im Galerieraum Natur“, Skulpturen an den Wegen aufstellt.[14] Die siebte Teilstrecke von der westlichen Grenze des Werra-Meißner-Kreises bis zu den Großen Steinen bei Reichenbach thematisiert unter dem Motto „Zauberwälder“ die Märchen der Frau Holle.[15]